# Nersianidi
Nersianidi (gruz. ნერსიანი, nersiani) bili su ranosrednjovjekovna gruzijska kneževska obitelj, koja se pojavila za vrijeme vladavine Vahtanga I. Gorgasalija, kralja Iberije. 
U 7. stoljeću poznati su kao vojvode Gornje Kartlije (Šida Kartli), a dvojica od njih, Adarnaz i njegov sin Nerse, dostižu rang predsjedavajućih kneževa Iberije (erismtavari) između 748. i 780. godine.  Adarnaz je također nosio titulu kuropalata, koju mu je dodijelio bizantski dvor.
Obitelj je bila povezana s drugom vodećom gruzijskom kneževskom obitelji, Guaramidima, vjenčanjem sina Guarama III. s kćerkom Adarnaza III. Drugog predsjedavajućeg kneza, Nersea, Arapi su lišili vlasti, zamijenivši ga njegovim nećakom (sestrinim sinom) Stjepanom III. (vladao 779./780. – 786.)